# Феллендорф, Катарина
Катарина Феллендорф (нем. Katharina Fellendorf; 7 ноября 1884, Гамбург — 31 марта 1944, Берлин) — коммунист, антифашист, член движения Сопротивления во время Второй мировой войны, член организации «Красная капелла».

## Биография
Катарина Феллендорф родилась в семье рабочих. После обучения в начальной школе устроилась на работу гладильщицей.
Вступила в Коммунистическую партию Германии. Активно участвовала в борьбе с ростом национал-социализма в Германии. Её сын Вильгельм Феллендорф после прихода нацистов к власти, эмигрировал в СССР.
Катарина Феллендорф поддерживала контакты с движением Сопротивления, в частности была членом группы Бестлайна-Якоба-Абшагена, входившей в Красную капеллу. Летом 1942 года Вильгельм Феллендорф, прошедший подготовку в спецшколе, был заброшен ГРУ на территорию Германии для связи с советской агентурой. Как только он оказался в квартире матери 15 октября 1942 года, гестапо арестовало обоих.
Вильгельм Феллендорф был до смерти замучен в застенках гестапо в Гамбурге 28 октября 1942 года. Имперский суд признал Катарину Феллендорф виновной в пособничестве врагу и приговорил к высшей мере наказания. Приговор был приведен в исполнение 31 марта 1944 года в тюрьме Плётцензее.
Одна из улиц в гамбургском районе Бергедорф носит имя Катарины Феллендорф.